# Almaty
Almaty (kazakiska: Алматы [ɑlmɑˈtə]
 ( lyssna)), tidigare Alma-Ata (ryska: Алма-Ата) är den största staden i Kazakstan, belägen i landets sydöstra del. Staden utgör en egen administrativ enhet på provinsiell nivå, helt omgärdad av provinsen Almaty. Staden har cirka 2,02 miljoner invånare (2022). Alma-Ata var namnet på staden under sovjettiden; när Sovjetunionen föll sönder återtog man det äldre namnet Almaty som betyder "äpplets fader".
Almaty var huvudstad i Kazakiska SSR (1929–1991) och i det självständiga Kazakstan (1991–1997).

## Historia
Den ryska ostrogen Zailijskij grundades på platsen år 1854, vilken året därpå döptes om till Verny (eller Vjernyj, Верный). Staden blev senare känd under det namnet, när den gavs stadsrättigheter år 1867. År 1921 ändrades namnet på nytt till Alma-Ata. Trotskij förvisades till Alma-Ata. År 1929 blev Alma-Ata huvudstad i den kazakiska sovjetrepubliken. Då Sovjetunionen kollapsade och Kazakstan blev självständigt år 1991, blev staden huvudstad, vilket den var till 1997, då Astana blev huvudstad.

## Ort för vintersport
Almaty är känt för skidåkning av de flesta olika slag och samt många olika kulturer. År 2010 öppnade en nationalarena för längdskidåkning, alpint och backhoppning vid namn Gornij Gigant, efter berget Gornij som backarna ligger på. Under sovjettiden var staden mycket känd för de utomordentliga förhållanden som gällde för hastighetsåkning på skridskor. Ett stort antal världsrekord sattes på banan på isstadion Medeo, där de flesta tävlande var från Sovjetunionen eller Östtyskland. Medeo var också hemmaplan för bandylaget Dynamo Alma-Ata.

## Demografi
Stadens befolkning uppgick till cirka 2,02 miljoner år 2022. De största etniska befolkningsgrupperna i staden är kazaker och ryssar. Förutom dessa lever även minoriteter av ukrainare, uigurer, tatarer och tyskar i staden.